# 千葉新城鐵道

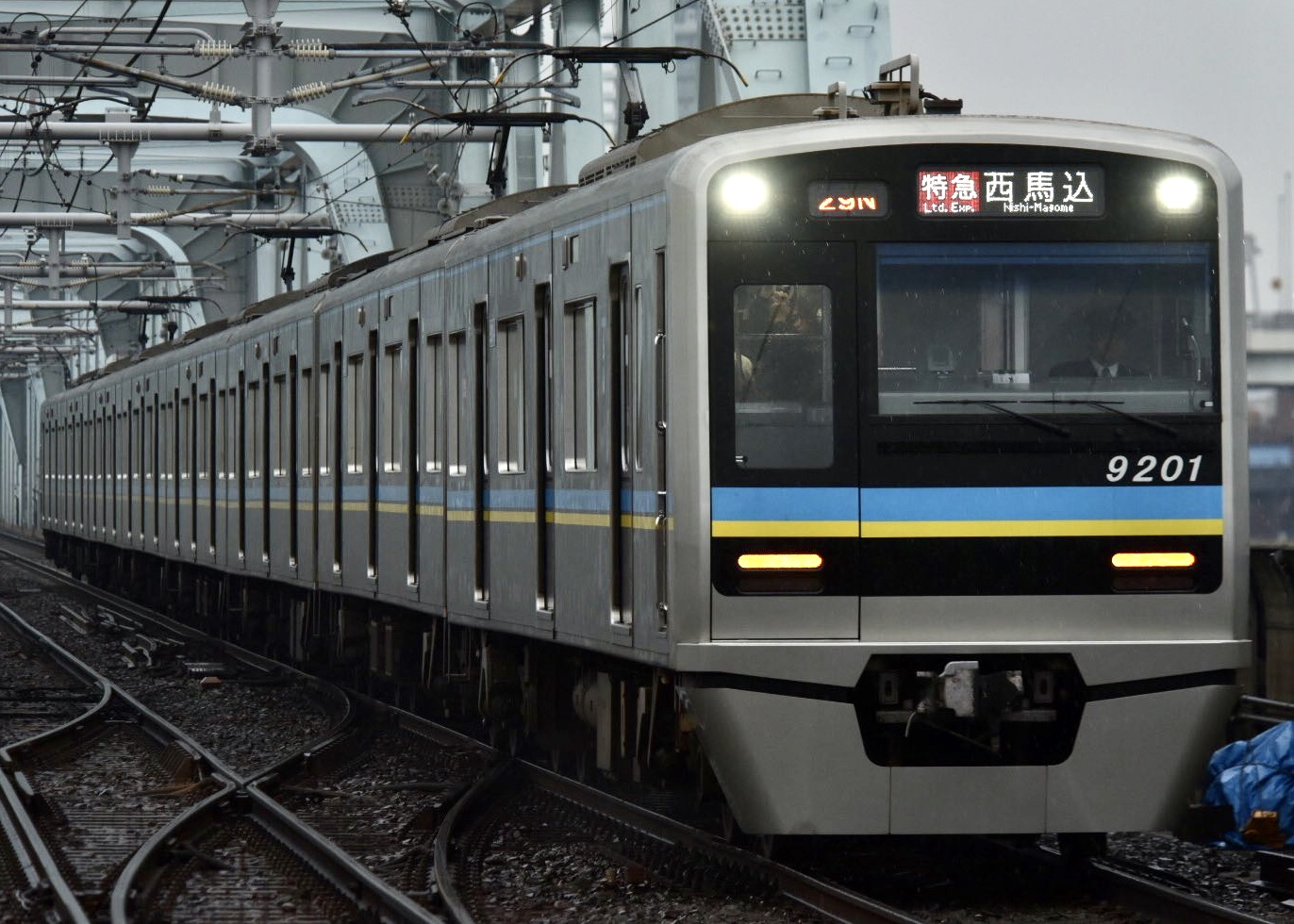
千葉新城鐵道9200型列車，2020年時攝於京成押上線上的八廣站。

千葉新城鐵道股份有限公司（千葉ニュータウン鉄道株式会社；Chiba Newtown Railway Co.,Ltd.）是一家設於千葉縣市川市八幡的日本鐵路公司，也是京成電鐵100%持股的子公司。與一般鐵路業者不同的是，千葉新城鐵道並不實際經營鐵路運輸服務業務，而是屬於日本的第三種鐵道事業者之一，僅擁有鐵路路線與沿線土地等固定資產。

## 簡介
2004年，都市基盤整備公團改組為今日的獨立行政法人「都市再生機構」時，決定放棄旗下原本所擁有的所有鐵路相關事業，其中作為連結千葉新城用途所開發的鐵路線「千葉新城線」（千葉ニュータウン線）所使用之線路、車站設施與車輛等，被轉移至京成電鐵專為此任務而特別設立的子公司－千葉新城鐵道。
由於是京成電鐵100%持股的子公司，千葉新城鐵道的董事長（代表取締役社長）是由京成電鐵的董事兼任，旗下無專任的公司員工，因此也沒有特別設置專門的總部辦公室，而是名義上掛在位於市川市八幡的京成電鐵總公司內。

## 路線
- 北總線：千葉新城鐵道所擁有的小室—印旛日本醫大間12.5公里長的路線，目前是提供給第二種鐵道事業者北總鐵道使用，成為北總線的一部份。沿線共有三個車站與一個車輛基地是屬於千葉新城鐵道的資產，分別為：
  - 千葉新城中央車站（千葉ニュータウン中央駅）
  - 印西牧之原車站（印西牧の原駅）
  - 印旛日本醫大車站
  - 印旛車輛基地（日语：印旛車両基地）（北總車輛區）

## 車輛

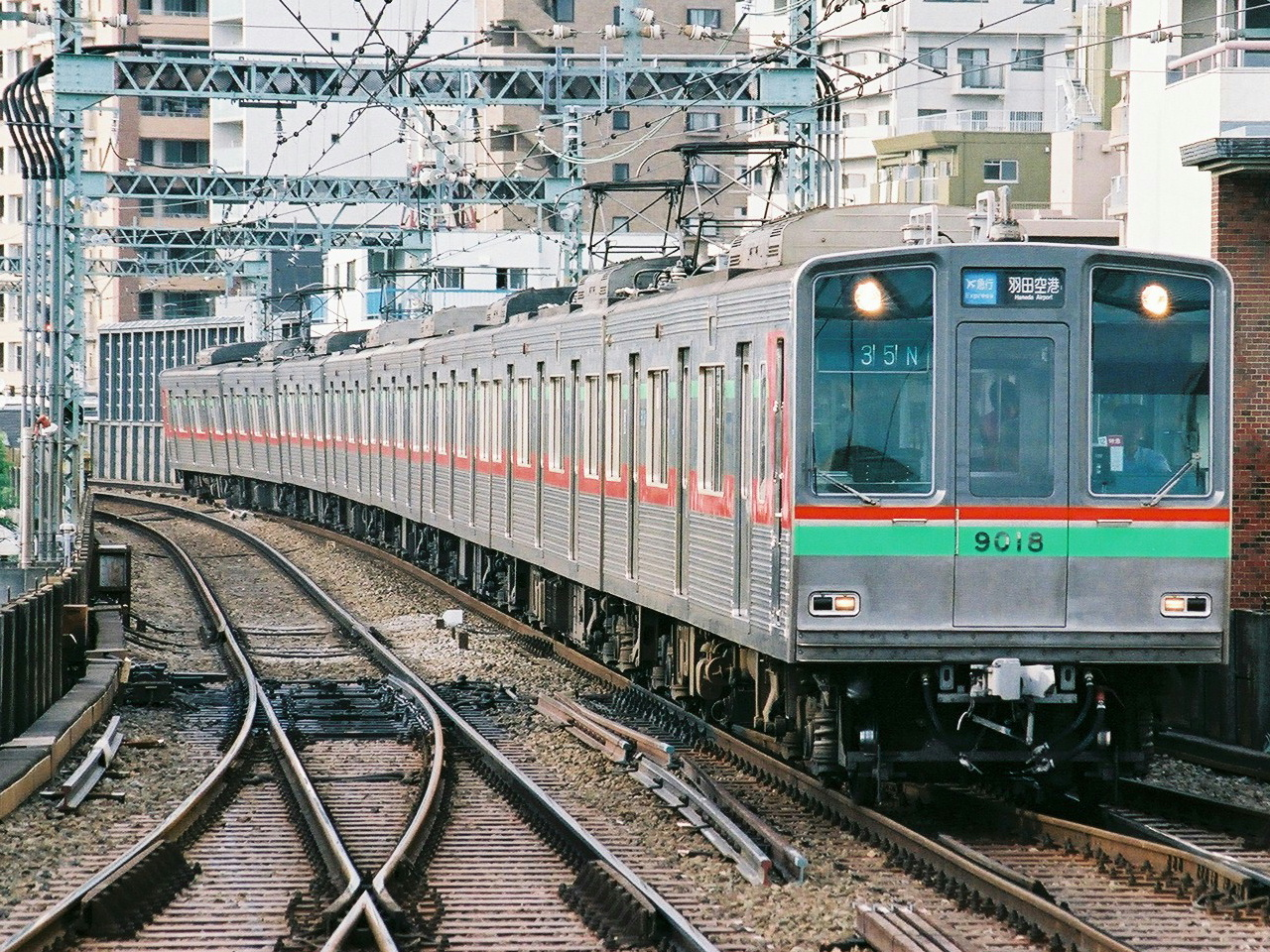
京急本線機場急行（エアポート急行）所使用的住宅、都市整備公團2000型電聯車列車

除了鐵路路線與車站站房等固定資產外，千葉新城鐵道也從住宅、都市整備公團處接手了兩種鐵路電聯車的所有權，並與北總鐵道自身所擁有的其他款列車一同擔負北總線上的營運任務。
- 9000型（日语：住宅・都市整備公団2000形電車）：1984年時為了住宅、都市整備公團千葉新城線的籌備而導入的通勤型電聯車，啟用當時原編號2000型。2013年產權移交給千葉新城鐵道時，才一併改為目前的9000型之編號。
- 9100型（日语：住宅・都市整備公団9100形電車）：1994年時啟用的急行、快速列車專用車輛，暱稱「C-Flyer」。
- 9200型：2013年時啟用的新車輛，是資產移轉至千葉新城鐵道之後第一款新造的車輛。9200型實際上就是北總鐵道7500型車輛的千葉新城版本，二者之間僅有車身上的色帶配色與車內顯示螢幕的面版等細微的設計差異。
- 9800形（日语：北総開発鉄道7300形電車）2017年3月因9000型退役，從京成電鐵轉讓至千葉新城鐵道的車輛。原本為3700型（日语：京成3700形電車）3738編成。

## 外部連結
- （日語）千葉新城鐵道（京成集團）（页面存档备份，存于）